# Comuna Nudîje, Liuboml
Nudîje (în ucraineană Нуди́же) este o comună în raionul Liuboml, regiunea Volînia, Ucraina, formată din satele Ceremoșna Volea, Mșaneț și Nudîje (reședința).

## Demografie
Componența lingvistică a satului Nudîje
     Ucraineană (99,93%)
     Alte limbi (0,07%)
Conform recensământului din 2001, majoritatea populației satului Nudîje era vorbitoare de ucraineană (99,93%), existând în minoritate și vorbitori de alte limbi.